# 清須会議 (小説)
『清須会議』（きよすかいぎ）は、2012年に出版された三谷幸喜の小説。またそれを原作にし、2013年11月9日に公開された日本の映画作品。題材は1582年に実際にあった出来事の清洲会議（清須会議）を元にしたもの。

## 小説
2012年6月27日、幻冬舎より発売。発売日は旧暦で清洲会議が行われた日である（現在の暦では7月16日）。三谷にとって『大根性』以来17年振りの本格小説となる。当初、2011年中の「三谷幸喜大感謝祭」の一環として発表される予定（仮題は「KIYOSU」）であったが間に合わず、三谷の51歳の誕生日（7月8日）を目前にして発売された。
登場人物のモノローグ（独白）形式で綴られる。

### 書誌情報
- 清須会議 - 幻冬舎 （2012年6月27日）、ISBN 978-4-344-02197-6

## 登場人物
柴田勝家
織田家の筆頭家老で五人の宿老の一人。通称権六。戦場では鬼神の如き強さを見せる反面、謀略や駆け引きは苦手。不器用だが素直で熱い性格。織田信長の後継者を決定すべく、清須で会議を主催する。織田家のことを第一に考えており、次男の信雄よりも優秀な三男の信孝を後継者に推している。お市の方に恋心を抱いている。
映画では脂性持ちの側面を持ち、しっかりと磨かれた床も彼が裸足で歩くだけで脂ぎった足跡だらけになるほど。
羽柴秀吉
織田家の五人の宿老の一人。通称筑前、もしくは藤吉郎。宿老としては末席だったが、光秀を討ったことで急速に発言力を高めている。人心掌握に長け、人懐っこい笑顔を見せる内側で、手段を選ばず、己の目的のためにはなんでも利用する性格。会議で勝家に対抗すべく、当初は信雄を後継者に推していたが、彼のあまりの能無しぶりに勝ち目が薄い事を悟ると、もう一人後継者に相応しい人物として、ある人物に目を付ける事となる。お市の方に強く憧れている。
丹羽長秀
織田家の五人の宿老の一人。通称五郎左。冷静沈着で明晰な頭脳の持ち主。会議では古くからの盟友・勝家の参謀として秀吉に対抗する。勝家の人格を好ましく思う一方、その不器用さに一抹の不安も感じている。
滝川一益
織田家の五人の宿老の一人。通称左近。勝家と近しい人物。信長が死んだ当時は関東で北条家と戦っていたため会議にすぐ駆けつけることができず、北条家の追撃を食らいながらも必死に清須を目指す。
映画では清州を目指して、北条家からの逃避行も同然に単身西へと駆けていた。その途上で更科六兵衛に追いつかれるも見逃された。
明智光秀
織田家の五人の宿老の一人。通称日向守。突如として謀反を起こし、信長を討った。既に秀吉に討たれているため、名前のみの登場。
映画では本人が登場する場面がある。
池田恒興
信長の乳兄弟。通称勝三郎。武将としても人物としても二流で、己の出自を笠に着て威張っていたため人望も薄い。しかし、処世術には長け、勝ち馬を見抜く眼力の持ち主。光秀の欠員を埋めるため秀吉の推挙によって宿老に引き上げられ、急きょ会議に参加することとなる。極めて打算的な人物であり、ギリギリまで去就をはっきりさせないまま会議に臨む。
前田利家
勝家の与力。通称犬千代。上司・勝家を好ましく思う一方、かつて隣人だった秀吉にも友情を感じており、両者の対立に心を痛めている。賢さと純真さを兼ね備える、寡黙で一本気な人物。秀吉曰く、「俺にはない部分だけでできているような男」。
黒田官兵衛
秀吉に仕える軍師。秀吉の才覚に期待し、彼に様々な策を授ける。
前田玄以
織田家に仕える文官。本能寺の変の際には織田信忠と共に二条城にいたが、明智軍に包囲される直前、信忠の妻子を連れて脱出した。清洲では会議の準備や議事録の作成などを行う。
堀秀政
織田家家臣。通称久太郎。「名人久太郎」の異名をとるほど何事もそつなくこなす。清須に集まってきた宿老の接待役を担当する。
寧
秀吉の妻。夫・秀吉を深く愛しているが、それゆえに彼の際限のない野心に不安を感じている。
織田信長
織田家の当主。天下統一を目前にして光秀の謀反に倒れる。プロローグ冒頭に登場。彼と信忠の死が、織田家の後継者問題をめぐる勝家と秀吉の対立劇のきっかけとなる。
映画では出番が増え、京都御馬揃えの回想シーンでは謀反を起こす前の光秀を含む宿老の面々と共に登場している。
織田信忠
信長の嫡男。優秀で家臣からの信望厚く、信長からも高く評価されていたが、やや粘りに欠ける性格。謀反を起こした光秀に自身が詰めていた二条城を攻められ、玄以に妻子を脱出させた後に討ち死にした。名前のみ登場。信長だけでなくその後継者として目された信忠までも死んだことで、織田家の後継者問題は文字通りの「大問題」へと化した。
映画では本人が登場する場面がある。
織田信雄
信長の次男。通称三介。どうしようもないバカ殿。ろくに考えもせず感覚で動くいい加減な性格で、家臣からの人望も皆無に等しいが、当の本人は「うつけ」と呼ばれていた頃の父を真似ているだけで本当は自分は頭がよいと思っている。
織田信孝
信長の三男。通称三七。本来信雄より先に生まれていたが、母方の血筋が卑しかったため三男とされている。次兄信雄よりもはるかに文武に優れて聡明だが、プライドが高く、長兄の信忠に比べると器は小さい。
織田信包
信長の弟。通称三十郎。兄とは逆に堅実な性格で、家中では地味な存在だった。今現在政務には興味を示していないが、一門の重鎮であり、後継者争いのキーパーソン。
映画では立派な男の象徴の持ち主であるかのように描かれている場面がある。
お市
信長の妹で絶世の美女。浅井長政に嫁いでいたが、浅井家滅亡後は三人の娘と共に織田家に戻っている。夫の長政とは深く愛し合っていたため、夫と当時十歳だった息子・万福丸を殺した兄と、その命を実行した秀吉を深く恨んでいる。勝家、秀吉双方から好意を向けられていることに気づいており、秀吉への恨みを晴らすべく勝家を利用する。
信松尼（松姫）
信忠の妻で、武田信玄の娘。政略結婚ながらも、夫婦仲は良好だった。政治の道具として嫁ぎ先と生家を転々としており、夫の死後は息子の三法師と共に清須にいる。
三法師
信忠と松姫の子供。まだ幼い三歳の子供だが、その体には織田信長と武田信玄の血が流れている。
森蘭丸
信長の秘書。信長とともに討ち死にしているため、名前のみ登場。
映画では本人が登場する場面がある。

## 映画
2013年11月9日公開。
全国430スクリーンで公開され、2013年11月9日、10日の初日2日間で興収4億8,371万6,600円 動員38万6,994人になり映画観客動員ランキング（興行通信社調べ）で初登場第1位となり、続く公開第2週も興収12億6,220万1,250円、動員103万7,517人となり2週連続第1位となっている。2014年発表の最終興収は29.6億円。
愛知県重要無形民俗文化財に指定されている津島市の「くつわ踊（おどり）」が劇中に登場。

### キャスト
- 柴田勝家：役所広司
- 羽柴秀吉：大泉洋
- 丹羽長秀：小日向文世
- 池田恒興：佐藤浩市
- 織田信雄：妻夫木聡
- 前田利家：浅野忠信
- 黒田官兵衛：寺島進
- 前田玄以：でんでん
- 堀秀政：松山ケンイチ
- 織田三十郎信包：伊勢谷友介
- お市様：鈴木京香
- 寧：中谷美紀
- 松姫：剛力彩芽
- 三法師：津島美羽
- 織田信孝：坂東巳之助
- 滝川一益：阿南健治
- 佐々成政：市川しんぺー
- 金森長近：清末裕之
- 稲葉一鉄：久世浩
- 蜂屋頼隆：迫田孝也
- 長束正家：望月章男
- 佐久間盛政：松永一太
- 弥助：ショー片島
- 森蘭丸：染谷将太
- 織田信長：篠井英介
- なか：戸田恵子
- 小一郎：梶原善
- 小袖：瀬戸カトリーヌ
- 義兵衛：近藤芳正
- 明智光秀：浅野和之
- 織田信忠：中村勘九郎
- 枝毛：天海祐希
- 更科六兵衛：西田敏行[6]
- さまざまな声：山寺宏一
- 秀吉の家臣：笠原紳司

### スタッフ
- 原作と脚本と監督：三谷幸喜『清須会議』（幻冬舎刊）
- 製作：石原隆、市川南
- プロデューサー：前田久閑、和田倉和利
- アソシエイトプロデューサー：清野真紀、西原恵
- ラインプロデューサー：森賢正
- 撮影：山本英夫（J.S.C.）
- 照明：小野晃
- 録音：瀬川徹夫
- 美術：種田陽平、黒瀧きみえ
- 音楽：荻野清子
- 編集：上野聡一
- テクニカルプロデューサー：大屋哲男
- VFXスーパーバイザー：田中貴志
- スクリプター：山縣有希子
- 衣装デザイン：黒澤和子
- 装飾：佐藤孝之
- キャスティング：杉野剛
- 助監督：片島章三
- 製作担当：斉藤大和
- 制作プロダクション：シネバザール
- 製作：フジテレビジョン、東宝
- 配給：東宝

### キャッチコピー
- 誰だ! 最後に笑うのは? 歴史が動いた5日間。

### 受賞歴
- 第37回日本アカデミー賞[7]
  - 優秀監督賞、優秀脚本賞（三谷幸喜）
  - 優秀音楽賞（荻野清子）
  - 優秀美術賞（種田陽平、黒瀧きみえ）
  - 優秀録音賞（瀬川徹夫）
  - 優秀編集賞（上野聡一）
- 映画芸術 2013年日本映画ベストテン＆ワーストテン・ワースト8位[8]

### テレビ放送
| 回 | 放送日        | 放送時間（JST）   | 放送局     | 放送枠         | 備考                                                               |
| -- | ------------- | ----------------- | ---------- | -------------- | ------------------------------------------------------------------ |
| 1  | 2014年12月6日 | 土曜21:00 - 23:55 | フジテレビ | 土曜プレミアム |                                                                    |
| 2  | 2019年9月21日 | 土曜20:00 - 23:10 | フジテレビ | 土曜プレミアム | 『記憶にございません!』公開記念として放送 三谷幸喜監督がゲスト出演 |
| 3  | 2022年4月30日 | 土曜19:00 - 21:45 | BSフジ     |                |                                                                    |